# 텔루구계 미국인
텔루구계 미국인(텔루구어: అమెరికా తెలుగువారు Amerikā Teluguvāru)은 텔루구인 민족 언어 그룹에 속하는 미국 시민이다. 텔루구계 미국인의 대다수는 인도 주인 안드라프라데시주와 텔랑가나주에 뿌리를 두고 있지만, 카르나타카주, 타밀나두주, 오디샤주, 마하라슈트라주를 비롯한 다른 이웃 주 출신도 있다.

## 미국으로의 이민
역사적으로 20세기 동안 미국으로 이주한 텔루구인들의 대다수는 안드라프라데시의 크리슈나 및 고다바리 삼각주 지역 출신이었다. 이후 21세기 초에는 주로 미분할 안드라프라데시의 모든 주요 도시에서 왔으며, 2014년부터는 안드라프라데시와 텔랑가나 양쪽의 모든 농촌 및 도시 지역에서 이주하고 있다.
텔루구계 미국인 인구 증가는 특히 Y2K 사태 이후 기술 분야에서 남인도 디아스포라의 비중이 증가한 데 기인한다. 실제로 브루킹스 연구소 보고서에 따르면 텔루구 주는 2008년에서 2012년 사이에 26,000명 이상의 학생을 보냈으며, 대부분 STEM 분야에서 학위를 추구했다.

## 분포
텔루구인은 인도계 미국인 중 가장 큰 집단 중 하나를 구성한다. 텔루구계 미국인의 대다수는 STEM 분야에서 경제적으로 중요한 대도시 지역에 거주한다. 이 지역에는 베이 에어리어, 텍사스 트라이앵글, 델라웨어 밸리, 시카고랜드, 중부 뉴저지, 노던버지니아, 그리고 시애틀과 볼티모어 대도시 지역이 포함된다. 더 작지만 상당한 수의 텔루구계 미국인 인구는 거의 모든 주의 다른 대도시 및 소도시 지역에 전국적으로 존재한다. 여기에는 보스턴 도시권, 캔자스시티 도시권, 메트로 디트로이트, 그레이터 클리블랜드, 그리고 미니애폴리스-세인트폴이 포함된다.

## 종교
텔루구계 미국인의 주요 신앙은 힌두교이며, 상당수가 기독교인으로도 분류되고, 소수는 무슬림이다.

## 언어
틀:미국인
미국 이민 연구 센터의 최근 연구에 따르면 텔루구어는 지난 7년간 86% 성장하여 미국에서 가장 빠르게 성장하는 언어이다.
2020년 미국 선거 동안, 텔루구어는 일부 지역에서 유권자 등록 및 투표함에 처음으로 등재되었다.
텔루구어 사용자의 비율이 가장 높은 주는 다음과 같다.
| 일련번호 | 텔루구어 사용자의 비율이 가장 높은 주 | 텔루구어 사용자의 비율이 가장 높은 주 |
| -------- | ------------------------------------- | ------------------------------------- |
| 일련번호 | 주                                    | 비율 (%)                              |
| 1        | 뉴저지                                | 0.35                                  |
| 2        | 델라웨어                              | 0.25                                  |
| 3        | 버지니아                              | 0.25                                  |
| 4        | 코네티컷                              | 0.18                                  |
| 5        | 일리노이                              | 0.17                                  |
| 6        | 텍사스                                | 0.16                                  |
| 7        | 캘리포니아                            | 0.15                                  |
| 8        | 메릴랜드                              | 0.15                                  |
| 9        | 조지아                                | 0.14                                  |
| 10       | 뉴햄프셔                              | 0.13                                  |
| 11       | 워싱턴                                | 0.13                                  |
| 12       | 매사추세츠                            | 0.13                                  |
| 13       | 캔자스                                | 0.13                                  |
| 14       | 미시간                                | 0.12                                  |
| 15       | 미네소타                              | 0.11                                  |
| 16       | 노스캐롤라이나                        | 0.10                                  |
| 17       | 애리조나                              | 0.10                                  |
| 18       | 펜실베이니아                          | 0.09                                  |
| 19       | 오하이오                              | 0.07                                  |

## 주목할 만한 텔루구계 미국인

### 정부, 정치, 자선
- 우펜드라 J. 치부쿨라, 뉴저지 주 하원에서 12년 이상 부의장을 역임한 후 현재 뉴저지 공공 시설 위원회 위원으로 활동하고 있는 민주당 정치인
- 나라야나 코철러코타, 경제학자, 전 미니애폴리스 연방준비은행 총재
- 크리스 콜루리, 뉴저지주 교통부 위원
- 아루나 밀러, 메릴랜드 부주지사(민주당), 몽고메리군 (메릴랜드주) 제15지구를 대표했던 메릴랜드 하원 전 의원
- 사시 레디, 기업가, 벤처 투자가, 자선가
- 우샤 밴스, 미국의 부통령 배우자.
- 비나이 투말라팔리, 레드 포트 스트래티지스 회장, 벨리즈 주재 미국 대사 (2009년-2013년)

### 의학, 과학, 기술
- 칼리암푸디 라다크리슈나 라오, 저명한 통계학자
- 사티아 나델라, 마이크로소프트 CEO
- 라지 레디, 컴퓨터 과학자, 카네기 멜런 대학교 로봇 공학 연구소 설립자, 튜링상 수상자
- 비자야 가데, 비즈니스 임원 및 전 X (소셜 네트워크) 법률, 정책 및 신뢰 글로벌 책임자
- 옐라프라가다 수바라오, 세포의 에너지원으로서 아데노신 삼인산의 기능을 발견한 인도 생화학자
- 닐리 벤다푸디, 펜실베이니아 주립대학교 총장, 전 루이빌 대학교 총장
- 라비 V. 벨람콘다, 듀크 대학교 에드먼드 T. 프랫 주니어 공과대학의 비닉 공학 학장
- 다베루 C. 라오, 워싱턴 대학교 의과대학 생물통계학과 국장
- G. S. 마달라, 계량경제학 분야의 업적으로 가장 잘 알려진 수학자 및 경제학자
- J. N. 레디 (엔지니어), 텍사스 A&M 대학교 기계 공학과의 오스카 S. 와이어트 석좌 교수
- 사티아 N. 아트루리, 캘리포니아 대학교 어바인 기계 및 항공 우주 공학과 교수
- 발라무랄리 암바티, 미국인 안과 의사, 교육자, 연구원. 1995년 5월 19일 기네스 세계 기록에 세계 최연소 의사로 등재되었다.
- 밤시 K. 무타, 의사이자 과학자, 하워드 휴즈 의학 연구소 연구원, 하버드 의과대학 시스템 생물학 및 의학 교수
- 라오 레말라, 마이크로소프트의 첫 인도인 직원
- E. 프렘쿠마르 레디, 분자 생물학자/분자 종양학. 마운트 시나이 의과대학 종양학과 및 구조 및 화학 생물학과 실험 암 치료 프로그램 책임자 겸 교수
- V. 모한 레디, 스탠퍼드 대학교 소아 심혈관 외과 의사
- 세샤기리 말람파티, 기관내삽관의 용이성을 측정하는 말람파티 점수를 발명한 마취과 의사
- 마투쿠말리 비댜사가르, 제어 이론가
- 다타트레유두 노리, 뉴욕 시 뉴욕-프레스비테리언 병원/웨일 코넬 의과대학 방사선 종양학과 부과장
- 시리샤 반들라, 버진 갤럭틱 유니티 22 임무를 통해 우주로 간 인도 태생의 두 번째 여성
- 라마니 두르바술라, 캘리포니아 주립 대학교 로스앤젤레스의 임상 심리학자이자 심리학 교수. 그녀의 연구는 나르시시즘과 그것이 관계 및 사회 전체에 미치는 영향에 초점을 맞춘다.

### 행동주의, 예술, 문학, 미디어
- 사미나 알리, 작가, 페미니스트, 활동가
- 제프 바스커, 음반 프로듀서
- 비자야 락슈미 에마니, 사회 운동가, 사후에 대통령 시민 훈장 수상
- 사가르 엔제티, 브레이킹 포인츠와 더 힐의 공동 진행자
- 우마 펨마라주, 폭스 뉴스 채널 케이블 네트워크의 앵커 및 진행자
- 어니시 차건티, 영화감독
- 싯다르트 카트라가다, 각본가, 영화감독, 시인, 작가, 화가
- 메흐디 하산, 언론인
- 아쇼크 콘다볼루, DJ, 래퍼, 힙합 그룹 대스 레이시스트의 전 멤버
- 하리 콘다볼루, 스탠드업 코미디언
- 아파르나 난체르라, 코미디언, 배우, 넷플릭스 쇼 보잭 홀스맨의 홀리호크 성우
- 루시 코타, 배우
- 사라유 라오, 배우
- 아리안 심하드리, 배우
- 아제이 나이두, 배우
- 바룬 산데시, 배우
- 아디비 세시, 배우, 감독, 작가
- 아카시 부코티, TV 인물
- 라자 쿠마리, 가수
- 비베크 마달라, 에미상 수상 작곡가, 음반 아티스트 및 엔지니어
- 6ix (음반 프로듀서), 래퍼 로직 (래퍼)의 그래미상 수상 음악 프로듀서
- 니나 다불루리, 미스 아메리카 2014
- 프라티마 얄라가다, 미스 인디애나 및 미스 USA 최종 진출자 (1999년)
- 쇼부 얄라가다, 환경 엔지니어 및 영화 프로듀서
- 스리리라, 배우
- 아반티카 반다나푸, 배우
- 대니 푸디, 코미디언 및 배우
- 바스카르 순카라, 미국 사회주의 잡지 재커빈의 설립자 및 편집자

### 스포츠
- 락슈미 포루리, 테니스 선수
- 쿠마르 로커, 야구 선수
- 아르준 님말라, 야구 선수
- 제임스 블랙몬 주니어, 농구 선수
- 사히스 티갈라, 프로 골퍼

## 사회 문제
텔루구계 미국인들은 미국에서 증오 범죄로 고통받았다. 가장 주목할 만한 사건은 2017년 캔자스 주 올라테 총격 사건으로, 백인 우월주의자 애덤 퓨린턴이 두 명의 텔루구 이민자 스리니바스 쿠치보틀라와 알록 마다사니를 이란인 또는 불법 이민자라고 가장하여 괴롭혔다. 퓨린턴은 그들을 총으로 쏴 쿠치보틀라를 살해하고 마다사니를 부상 입혔으며, 그들을 변호하기 위해 온 백인 미국인 이언 그릴럿도 부상 입혔다.
하이데라바드 출신의 텔루구 이민자이자 댈러스 거주자인 아이슈와리아 타티콘다는 2023년 텍사스주 앨런 쇼핑몰 총기 난사 사건의 희생자였다.